# Artère palatine ascendante
L'artère palatine ascendante (ou artère palatine inférieure) est une artère systémique de la tête qui vascularise le voile du palais, la tonsille palatine et le tube auditif.

## Origine
L'artère palatine ascendante nait de l'artère faciale au niveau de son premier coude.

## Trajet
L'artère palatine ascendante monte entre le muscle stylo-glosse et le muscle stylo-pharyngien jusqu'à la paroi latérale du pharynx.
En suivant ce dernier, elle se prolonge entre le muscle constricteur supérieur du pharynx et le muscle ptérygoïdien médial jusqu'à la base du crâne.
Elle se divise près du muscle élévateur du voile du palais en deux branches terminales :
- Une première branche alimente et suit le trajet de ce muscle. Celle-ci s'enroule sur le bord supérieur du muscle constricteur supérieur du pharynx, vascularise le palais mou et les glandes palatines. Elle s'anastomose avec son équivalent du côté opposé et avec l'artère palatine descendante de l'artère maxillaire.
- l'autre perce le muscle constricteur supérieur du pharynx et vascularise l'amygdale palatine et le tube auditif. Elle s'anastomose avec le rameau tonsillaire de l'artère faciale et l'artère pharyngée ascendante.